# Klokočovnik (potok)
za druge pomene glej Klokočovnik (razločitev)
Klokočóvnik je levi pritok Dravinje iz gričevnatega sveta med Konjiško goro in Bočem. Izvira pod razvodnim slemenom med Dravinjo in Savinjo v razloženem naselju Kraberk in teče najprej proti severovzhodu, nato proti vzhodu skozi razloženi naselji Suhadol in Klokočovnik vse do Loč, kjer se izliva v Dravinjo.
Povirje potoka je v precej razčlenjenem gričevju v andezitnem tufu iz srednjega oligocena, ostali del je v oligocenskem kremenovem peščenjaku in laporju. Zaradi tega je zgornji del doline ozka in gozdnata grapa, dolina se nekoliko odpre šele pri vasi Klokočovnik, vendar je tudi naprej dolinsko dno razmeroma ozko, z le nekaj domačijami na obrobju in večinoma v travnikih. Ob izlivu v Dravinjo je potok nasul manjši vršaj, na katerem je danes nameščena loška lesna industrija.
Potok teče skoraj ves čas po naravni strugi, deloma po živoskalni podlagi in deloma po lastnih naplavinah. Obdaja ga ozek pas grmovja in obvodnega drevja, le tu in tam je bilo nekaj manjših hidrotehničnih posegov. Zaradi dobre ohranjenosti je potok s pritoki zabeležen kot naravna vrednota lokalnega pomena.